# Administración del Club Social y Deportivo Colo-Colo

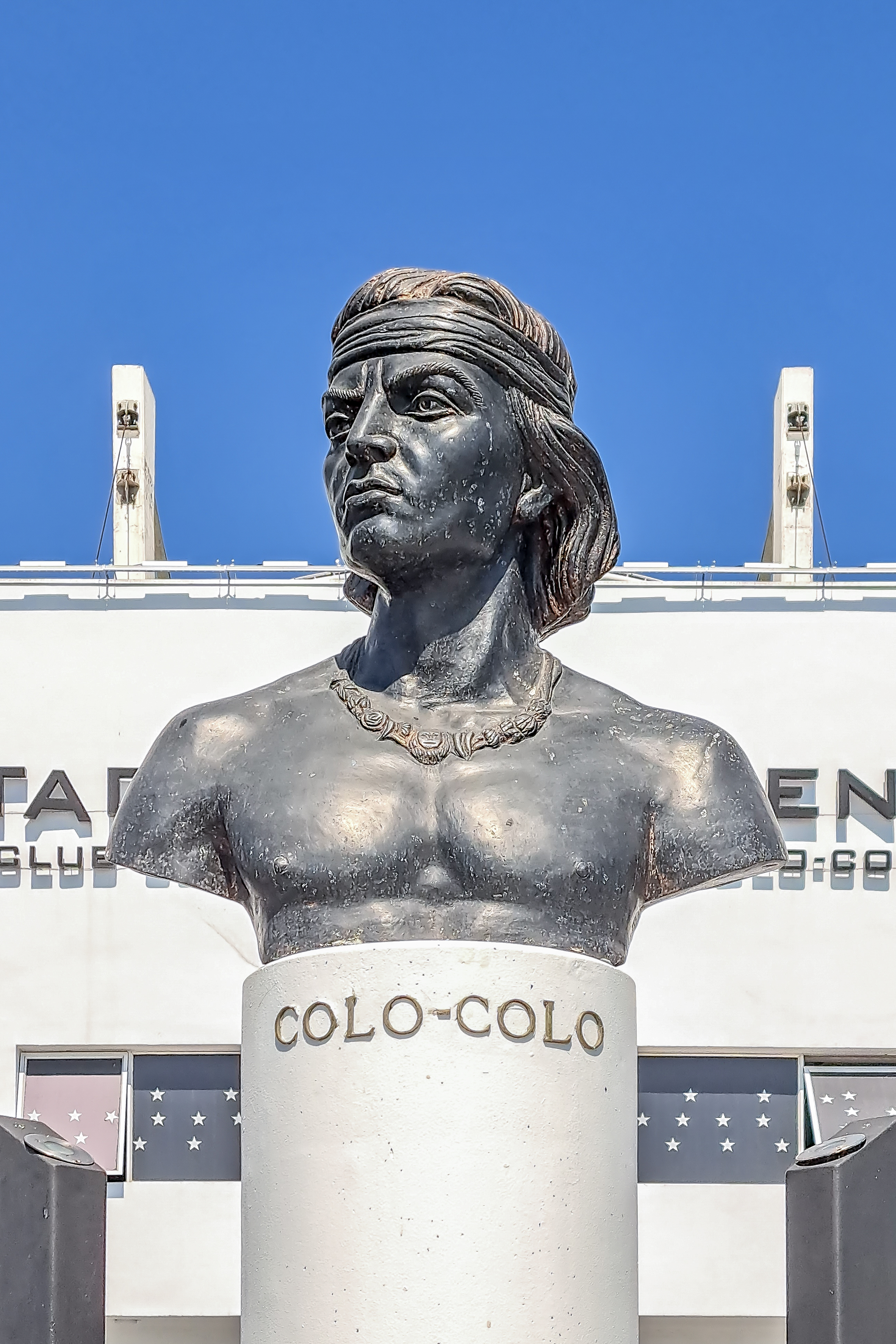
Colo Colo, emblema de la institución.

El Club Social y Deportivo Colo-Colo es una corporación chilena dedicada al fútbol profesional con base en la ciudad de Santiago. De acuerdo a lo señalado en sus propios estatutos, Colo-Colo fue fundado el 19 de abril de 1925 como una corporación no lucrativa de Derecho Privado, esto según lo estipulado en el Título XXXIII del Libro I del Código Civil de la República de Chile, así como en el Reglamento de Concesión de Personalidad Jurídica del Ministerio de Justicia.
Colo-Colo tiene como objetivo «el fomento, desarrollo y práctica del deporte y la cultura física entre sus asociados, como también el perfeccionamiento físico, cultural y moral de ellos, a través de eventos y competencias».
A lo largo de su historia deportiva, la corporación sufrió diversas crisis financieras e institucionales, siendo su punto más álgido la declaración de quiebra por parte de la justicia el 23 de enero de 2002 por una deuda cercana a los $22 000 000 000. Desde 2005, es administrado por la sociedad anónima Blanco y Negro S.A., bajo un sistema de concesión según lo establecido por la Ley N° 20.019.

## Corporación

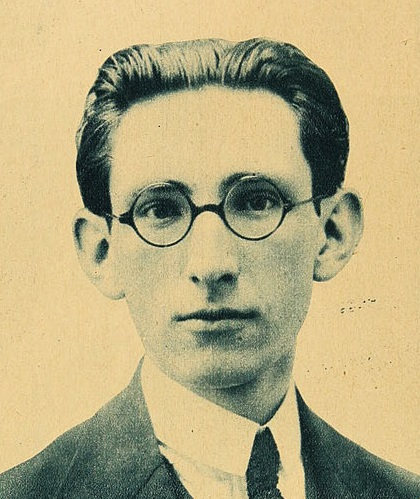
Carlos Cariola, presidente de Colo-Colo a fines de los años 1920.

La sesión fundacional de Colo-Colo tuvo lugar el 19 de abril de 1925 y fue presidida por Juan Quiñones. En la reunión se acordó que el club fuese administrado por un directorio encabezado por un presidente, quien sería elegido directamente por los socios de la institución.
El primer directorio estuvo conformado por Alberto Parodi en el cargo de presidente, Adolfo Mackenna como vicepresidente, Luis Contreras como tesorero, los hermanos Rubén y Nicolás Arroyo como secretario y prosecretario respectivamente, además de Juan Quiñones, Enrique Zapata y Guillermo Cáceres, quienes se desempeñaron como directores. Luis Barros Borgoño, entonces presidente en ejercicio de la República de Chile, fue designado como el primer presidente honorario del club.
A comienzos de la década de 1930, Colo-Colo sufrió su primera gran crisis, causada principalmente por fuertes problemas financieros (en agosto de 1931 el club registraba una deuda de alrededor de $25 000) e institucionales. Para disminuir los costos del club, la dirigencia decidió reducir los incentivos monetarios que se pagaban a los futbolistas del primer equipo, lo que provocó un fuerte rechazo por parte de estos y de algunos dirigentes. Cabe mencionar que estos incentivos o remuneraciones se pagaban de forma ilegal, puesto que hasta 1933 el fútbol en Chile era una actividad oficialmente amateur. Esta práctica se denominó profesionalismo «marrón» o encubierto.
A fin de reorganizar la institución, fue designado un comité ejecutivo, el que estuvo encabezado por Fernando Larraín Mancheño. Al término de su administración fue elegido presidente Ricardo Cortés Monroy, sin embargo, su elección fue rechazada por los futbolistas del primer equipo, quienes incluso amenazaron con una renuncia masiva. En la junta general del 21 de enero de 1932, una parte de los socios declaró viciada la elección de Monroy y designó un consejo provisional para administrar el club, que fue encabezado por Carlos Haupt. No obstante, Fernando Larraín, quien a términos legales aún era el presidente de Colo-Colo, solicitó la intervención de la Asociación de Fútbol de Santiago (AFS), la cual se llevó a cabo el 22 de enero de 1932.
Durante las dos décadas posteriores, el club tuvo una serie de problemas, tanto financieros como institucionales, entre los que destacaron la renuncia de parte de la directiva de Robinson Álvarez en 1947, quienes al momento de dimitir declararon que el club estaba al borde de la bancarrota, así como el caso de soborno que acabó con la expulsión por parte de la Asociación Central de Fútbol (ACF) del dirigente Luis Orellana en 1951. A pesar de las dificultades, en los años 1950, gracias a las gestiones de Pedro Foncea y posteriormente Antonio Labán, el club continuó con su consolidación institucional y amplió sus actividades deportivas con la creación de las ramas de baloncesto y patinaje. Se establecieron además servicios médicos y dentales para los socios, una biblioteca y diversos salones de entretenimiento. Por otro lado, el 15 de noviembre de 1956 fue constituida formalmente la sociedad Inmobiliaria Estadio Colo Colo S.A. con el objetivo de obtener los recursos necesarios para la construcción y posterior administración del Estadio Monumental.
Tras el alejamiento de Labán en 1962, volvieron a producirse problemas internos en la institución, hasta que la situación se hizo insostenible en 1968, año en el que socios y dirigentes se dividieron entre adherentes y detractores del entonces presidente Guillermo Herrera. El conflicto desembocó en sueldos impagos y una huelga por parte de los futbolistas. Finalmente, la ACF (ANFP desde 1987) intervino la Corporación el 8 de febrero de 1968.
Luego de repactar la deuda, en 1969 la administración fue devuelta a los socios, quienes escogieron a Héctor Gálvez como presidente, cargo en el que se mantuvo hasta 1976. Ese año, la elección por la presidencia enfrentó a Héctor Gálvez con Antonio Labán, expresidente del club, quien contaba con el apoyo del presidente de la Agrupación Nacional de Empleados Fiscales (ANEF) Tucapel Jiménez, reconocido opositor a la dictadura cívico-militar. Ante esta situación, el ente estatal de deportes DIGEDER, acogiéndose al Decreto de Ley N.º 349, denegó el permiso para realizar las elecciones. El 2 de abril de 1976 la dictadura militar destituyó formalmente a la directiva de Colo-Colo y entregó la administración de la Corporación al grupo económico BHC. Para justificar la intervención, el director de Deportes, Jorge Ehlers, señaló que existían irregularidades en el club por un monto cercano a los US$300 000 de la época.
La medida pretendida por DIGEDER chocaba con la disposición de la FIFA de desafiliar a las federaciones que permitiesen la intromisión de entes gubernamentales en la administración de algún club, situación que fue señalada por el propio Ehlers, además de otros miembros de la dictadura militar, como el secretario general de Gobierno Hernán Bejáres y el subsecretario del Interior Enrique Montero Marx. Debido a esto, se decidió que fuese la Asociación Central de Fútbol, dirigida por el también militar Eduardo Gordon Cañas, la encargada de llevar a cabo el proceso de intervención de la institución y el traspaso de poder al Grupo BHC.
Como presidente del club fue designado primeramente Jorge Lafrenz, en ese momento vicepresidente de la ACF, pero fue reemplazado una semana después por Javier Vial. Mientras tanto la administración del área financiera quedó en manos de Luis Alberto Simián, quien paralelamente se desempeñaba como presidente de BHC y gerente general de la Financiera Nacional (FINASA).
Pese a las altas expectativas generadas en un comienzo, el fracaso del proyecto que buscaba convertir a los clubes de fútbol en sociedades anónimas, sumado a la deuda que arrastraba el club por la construcción de la obra gruesa del Estadio Monumental, provocó que BHC, quien había sido uno de los impulsores del proyecto de privatización, dejase la administración del club, que quedó sumido en serios problemas económicos. El 31 de enero la Asociación Central de Fútbol intervino nuevamente a la Corporación, que a ese instante acumulaba una deuda de $127 742 855. Cabe destacar que, del total de la deuda, $70 063 315 correspondían a compromisos con el Banco BHC, los que fueron contraídos por el mismo grupo inversor que administró el club desde 1976 y que era propietario de dicha institución financiera.
Durante la primera mitad de los años 1980, las deudas que contrajo el club durante la administración de BHC, entre ellas con la Inmobiliaria Santa Lucía por $7 754 000, generaron una severa crisis financiera, la que fue solucionada en parte gracias a la ayuda del Banco del Estado y un contrato con Televisión Nacional de Chile por los derechos de transmisión de los encuentros.
Luego de poco más de una década de relativa tranquilidad, tiempo en el que destacó el aumento del patrimonio del club, a fines de los noventa surgieron nuevos problemas económicos, provocados principalmente por la imposibilidad de mantener los grandes ingresos que tuvo la institución a inicios de la década, así como el enorme gasto en futbolistas y cuerpo técnico. El 23 de enero de 2002 la Corporación Club Social y Deportivo Colo-Colo fue declarada en quiebra por una deuda de cercana a los $22 000 000 000 (alrededor de US$30 000 000), asumiendo la administración del club un síndico de quiebras. Durante la quiebra, la institución sufrió la venta de gran parte de su patrimonio, como la sede del club y el Teatro Monumental, que fueron a remate, así como la eliminación de sus distintas ramas no profesionales y el instituto de estudios para futbolistas del club.
Tras distintas iniciativas, entre las cuales estaba la venta de todos los activos del club, entre ellos el Estadio Monumental, y su transformación en sociedad anónima (proyecto denominado «Renacer Albo»), se decidió entregar la administración en concesión a la empresa Blanco y Negro S.A., lo que fue aprobado por la junta de acreedores el 29 de marzo de 2005.
El 24 de junio se cerró el contrato entre la Corporación Club Social y Deportivo Colo-Colo y Blanco y Negro S.A., que entregó la administración de todos los activos del club, el fútbol profesional y el fútbol joven por un período de 30 años. Blanco y Negro S.A. inició sus operaciones el 1 de julio de 2005 y cinco días después se abrió a la bolsa.
Desde entonces, los socios dejaron de tener injerencia directa en las decisiones administrativas de la institución y solo reciben beneficios en plano económico, como la reducción en el precio de las entradas. Por otra parte, la pérdida de gran parte de las dependencias del club durante la quiebra, hacen que este no cuente con instalaciones para la masa societaria. Sin embargo, la Corporación todavía existe como tal y mantiene el derecho de escoger a dos miembros de la mesa directiva de Blanco y Negro S.A.

### Directorio del Club Social y Deportivo Colo-Colo (2025-2028)
- Presidente: Edmundo Valladares Hojas
- Vicepresidente General: Robinson Figueroa Álvarez
- Secretaria General: Fernanda García Espíndola
- Tesorero General: Marcelo Vargas Oyarce
- Vicepresidente de Planificación y Proyectos: Wladimir Vallejos Aguilar
- Vicepresidenta de Deportes: Kimberly Roblero Céspedes
- Vicepresidenta de Desarrollo Social: Bárbara Martínez Correa
- Vicepresidenta de Filiales: Camila Olguín Ramírez
- Vicepresidente de Inmobiliaria: Rodrigo Maturana Jara
- Director de Socios y Socias: Pedro Castro Larraín
- Directora de Género: María Ignacia Aguilera Escalona
- Directora de Deportes: Carla Núñez Núñez
- Director de Finanzas: Edgardo Catalán Pino
- Director de Patrimonio y Cultura: Sebastián Valenzuela Madrid
- Director de Relaciones Públicas: Pedro Ruminot Araneda
- Directora Social: Mariana Muñoz Vera
- Director de Filiales Zona Centro-Norte: Ken Rivera Salgado
- Directora de Filiales Zona Centro-Sur: Karina Díaz Benavides
- Director de Área Legal: Jorge Muñoz Sandoval

## Quiebra de la Corporación

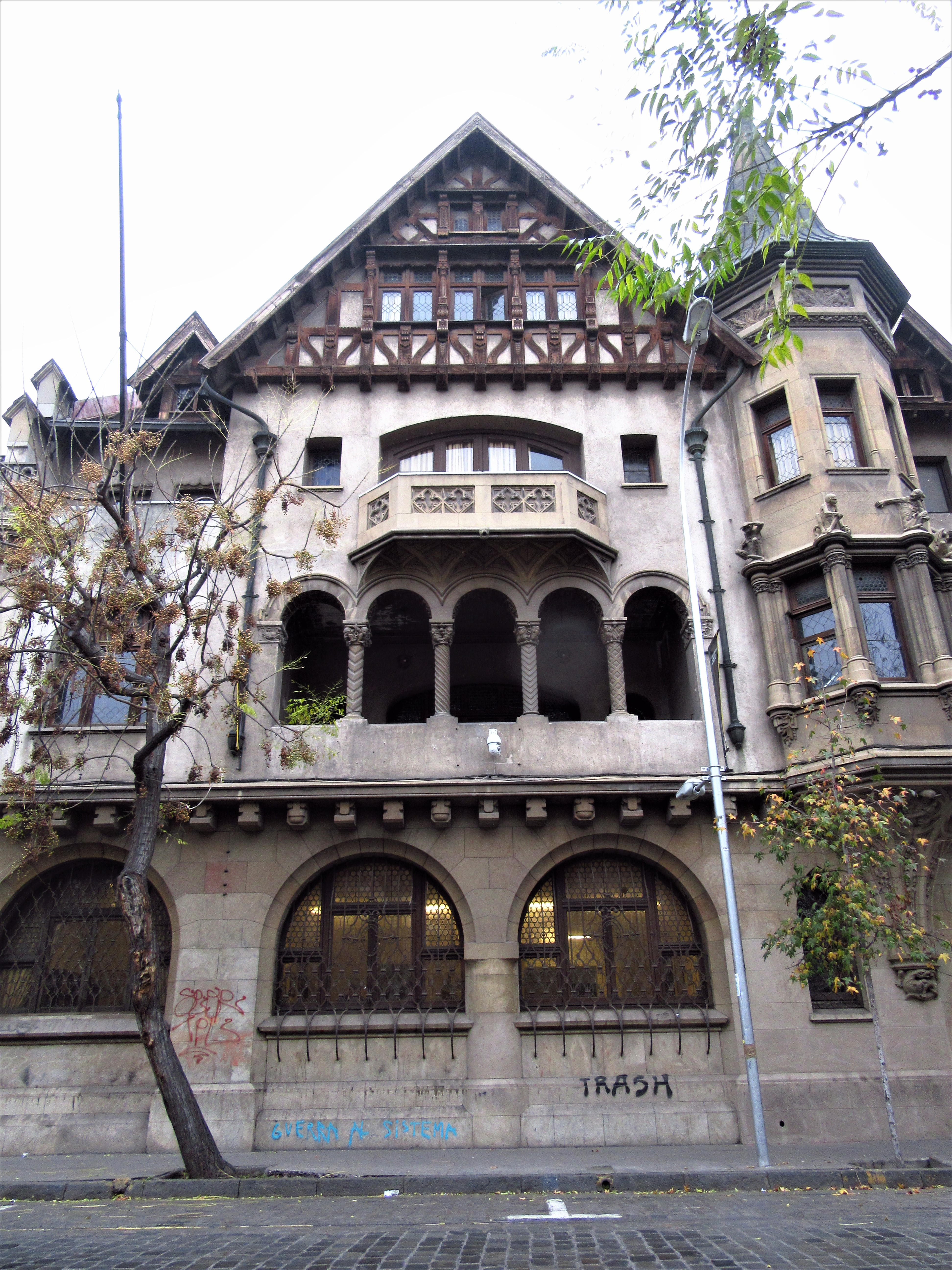
La Casona de Cienfuegos 41, que sirvió como sede de Colo-Colo entre 1953 y 2004, fue una de las principales perdidas del club producto de la quiebra.

Los primeros antecedentes de la quiebra de Colo-Colo se remontan a 1994, año en que finalizó la presidencia de Eduardo Menichetti, asumiendo en su lugar Peter Dragicevic. Según declaraciones del propio Dragicevic el club tenía por ese entonces una deuda cercana a los $3850 millones (alrededor de US$8 millones de la época), sin embargo, los altos ingresos que recibía el club, entre otros, por derechos de televisión (que en 1995 alcanzaron los $2303 millones), permitieron que continuase funcionando normalmente. En 1997 el club tenía ingresos por $9648 millones (US$21 millones de la época), lo que generó que la dirigencia encabezada por Dragicevic comenzara a invertir grandes cantidades de dinero en refuerzos a fin de intentar repetir los logros internacionales que el club había conseguido a principios de la década. Hacia fines de los años 1990, Colo-Colo percibía ingresos por alrededor de $8000 millones, no obstante, los egresos del club eran muchos mayores. Lo anterior, sumado a una deuda que el Colo-Colo arrastraba desde 1997, año en que no recibió ingresos por derechos de transmisión televisiva debido a un enfrentamiento con la ANFP, produjeron que la situación financiera de la institución empeorase drásticamente.
A fines de 2001 la Asociación chilena de leasing, encargada de instalar el marcador electrónico de Estadio Monumental, solicitó a la justicia la quiebra de la Corporación por una deuda de $270 millones, a la sumó una demanda del Servicio de Impuestos Internos por cerca de $6000 millones, así como otros acreedores minoritarios. Finalmente, la magistrada titular del 22º Juzgado Civil de Santiago Helga Marchant, declaró la quiebra de la Corporación el miércoles 23 de enero de 2002, por una deuda cercana a los $22 000 000 000 (alrededor de US$30 000 000). Desde ese instante, asumió la administración del club el síndico de quiebras Juan Carlos Saffie, con el fin de mantener la continuidad de giro de la institución, necesaria para que Colo-Colo no perdiera su personalidad jurídica y sus bienes no fueran a remate
El 24 de enero Peter Dragicevic llegó a un acuerdo extrajudicial con la Asociación chilena de leasing al cancelar $59 millones de su bolsillo. Dado esto, se especuló con el alzamiento de la quiebra, sin embargo, el 25 de enero, el exjugador del club Juan Carlos González se sumó a la demanda de quiebra por una deuda de $160 millones que el club mantenía con él desde el año 2000. La aparición de nuevos acreedores en los siguientes días, provocó que en definitiva la jueza Marchant ratificase el estado de quiebra el 28 de enero. Ese mismo día Juan Carlos Saffie declaró que el club se encontraba en un estado financiero crítico, no descartando que este debiese cesar sus actividades.
A fin de permitir la continuidad de giro de la institución, el síndico de quiebras, entre sus primeras medidas, despidió a 117 trabajadores de la institución, redujo las remuneraciones de los futbolistas entre un 30 y un 70 %, lo que desencadenó en la partida de varios jugadores, además disminuyó a casi en un tercio los gastos del club. Por otra parte, el 6 de febrero de 2002 Peter Dragicevic renunció a la presidencia de la Corporación, asumiendo en su lugar Carlos Riutort. A partir de ese momento se comenzó a barajar la opción de vender el Estadio Monumental, a fin de saldar las deudas de la Corporación, no obstante, para evitar dicho proceso la Inmobiliaria Estadio Colo-Colo S.A., propiedad en un 86,7 % de la Corporación, solicitó su autoquiebra, siendo designado como interventor del ente Marcelo Aguayo.
El 14 de mayo de 2003 se levantó provisionalmente la quiebra de la corporación luego de un acuerdo económico entre la institución y la junta de acreedores. Sin embargo, el 23 de abril de 2004, tras una solicitud de la junta de acreedores, que argumentó que solo se había cancelado un 5 % de la deuda, la jueza Helga Marchant volvió a decretar la quiebra de la Corporación.
Siguiendo las causas judiciales, que buscaban los responsables de la situación económica del club, el 30 de marzo de 2004 Dragicevic fue procesado en calidad de autor de infracción al código tributario, con un perjuicio fiscal de $235 488 677. Fue recluido en el anexo cárcel capuchinos el 26 de abril de 2004. En aquella ocasión reafirmó su inocencia con respecto a los cargos que se le imputaban, declarando que únicamente falto a la ley al no realizar la retención de impuestos a los futbolistas. Finalmente fue dejado en libertad dos días después, al no encontrar pruebas en su contra.
A mediados de 2004, acogiéndose a las nuevas posibilidades que otorgó la Ley N° 20.019 de sociedades anónimas deportivas, surgieron distintos proyectos para pagar a los acreedores y evitar la desaparición del club. Por una parte, el proyecto Renacer Albo, impulsado por el síndico Patricio Jamarne, propuso el remate de todos los activos del club para pagar las deudas y la venta de la Corporación en $3500 millones. Adicionalmente, se dividiría el capital en un millón de acciones de dos tipos:
- Serie A: los accionistas mayoritarios, que no tendrían un tope de acciones y los cuales administrarían el directorio del club.
- Serie B: los accionistas minoritarios, los cuales no podrían adquirir más de un 3 % del paquete accionario.

Hacia septiembre de 2004, la empresa de servicios financieros LarrainVial propuso la creación de una sociedad anónima concesionaria, con el nombre de Blanco y Negro S.A., que administrase al club por un periodo de 30 años y se abriese a la Bolsa de Comercio de Santiago. Este proyecto fue avaluado por algunos exdirigentes e inversionistas.
El 29 de marzo de 2005 la junta de acreedores aprobó por un 82 % el proyecto de LarrainVial Blanco y Negro S.A, no obstante, la jueza Merchant revocó la decisión el 2 de mayo de 2005, debido al reclamo presentado por parte de los acreedores valistas del club, que no tendrían prioridad de pago. Tras una apelación por parte de la sindicatura, Blanco y Negro S.A. fue reaprobada y a fines de junio se pusieron en la Bolsa de Comercio de Santiago la totalidad de las acciones del club, siendo la primera empresa chilena en realizarlo.
El 24 de junio, se cerró el contrato entre la Corporación Club Social y Deportivo Colo-Colo y Blanco y Negro S.A., pasando este último a administrar todos los activos del club e iniciando sus operaciones el 1 de julio de 2005.
En agosto de ese año comenzó el pago de las deudas con los acreedores preferentes, entre ellos exjugadores y trabajadores, a quienes fue cancelado el 100 % de la deuda. Posteriormente comenzaron los pagos a los acreedores valistas, que oscilaron entre un 40 y un 70 % de la deuda.
Finalmente, el viernes 17 de marzo de 2006, los tribunales de justicia alzaron la quiebra del club luego de aprobar el convenio de pago con los acreedores.

## Inmobiliaria Estadio Colo Colo S.A.

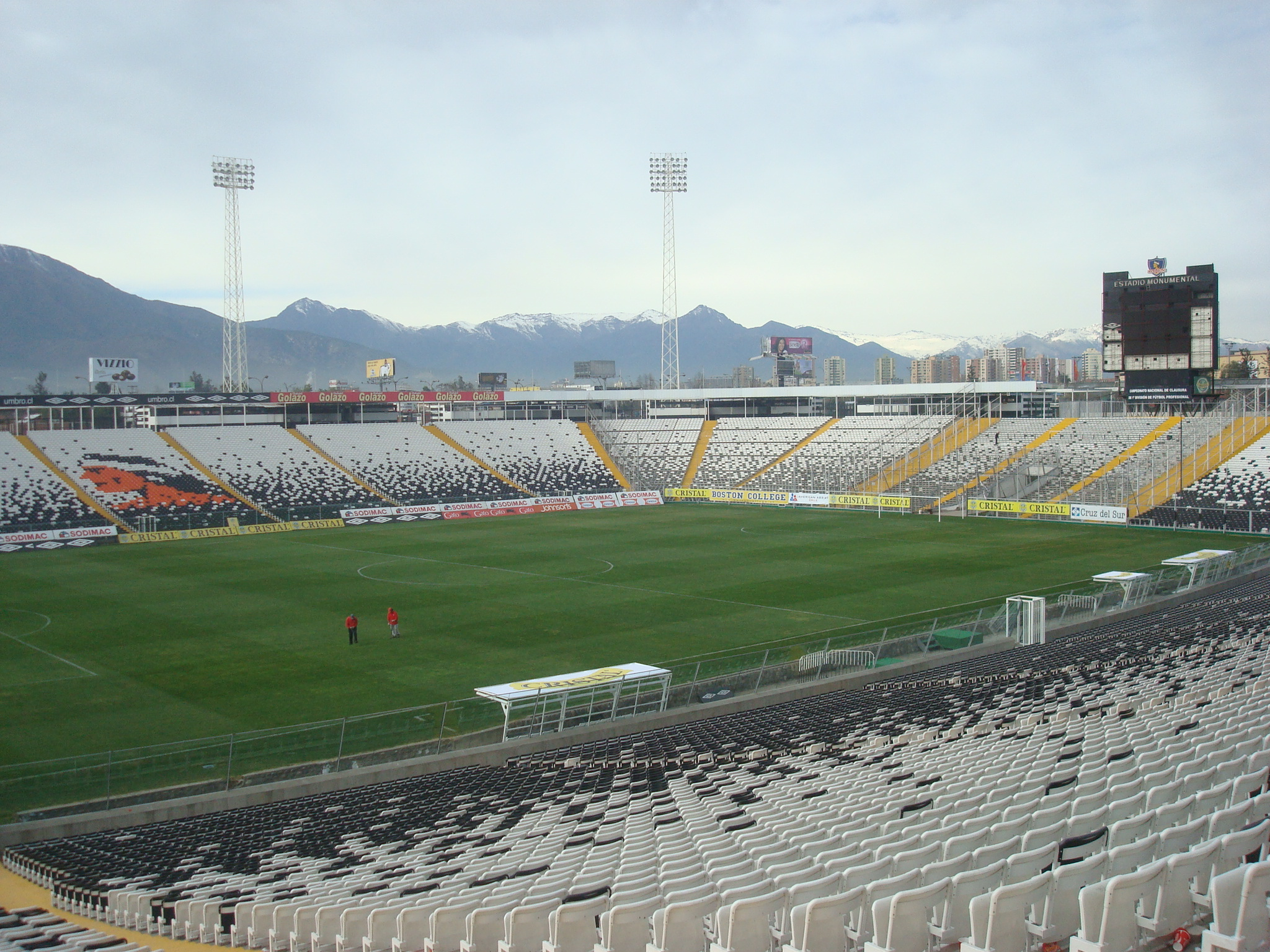
Estadio Monumental.

La Inmobiliaria Estadio Colo Colo S.A. fue conformada el 15 de noviembre de 1956 con el objetivo de obtener los recursos necesarios para la construcción y posterior administración del Estadio Monumental, siendo inscrita formalmente en Registro de Comercio de Santiago como una sociedad anónima abierta el 5 de abril de 1957.
Los recursos necesarios para la constitución de la Inmobiliaria fueron obtenidos gracias a la venta del Estadio de Carabineros, terrenos que el club había adquirido el 10 de mayo de 1946 a fin de construir un nuevo estadio con capacidad para 30 000 espectadores. Sin embargo, luego de que la municipalidad negase los permisos para iniciar las obras en dicha zona, el club decidió vender los terrenos al Seguro Obrero, dirigido en ese momento por Pedro Foncea, por un monto de alrededor de $33 000 000, transacción que se llevó a cabo gracias a un permiso especial otorgado por el Presidente de la República Carlos Ibáñez del Campo. Asimismo, fue emitido un gran número de acciones de pago, las cuales fueron adquiridas por los socios de la institución.
El 8 de noviembre de 2002 la directiva de la Inmobiliaria solicitó al 8.º Juzgado Civil de Santiago su propia quiebra, medida con la que se buscaba impedir la resolución de la junta de acreedores de la Corporación de rematar el Estadio Monumental. Días más tarde, la solicitud del directorio fue acogida por la jueza Matilde Aguayo, quien declaró formalmente la quiebra de la Inmobiliaria Estadio Colo Colo S.A. el 11 de noviembre de 2002 por una deuda de $1 837 216 000, pasando a ser administrada por el síndico Marcelo Aguayo. Entre sus primeras medidas, la junta de acreedores de la Inmobiliaria acordó la venta inmediata del Estadio Monumental, sin embargo, el hecho de que los terrenos donde este se emplazaba el recinto no fueran para uso comercial o residencial, lo que disminuía considerablemente su valor, frenó el proyecto. Ante esta situación, el 10 de mayo de 2004, la sindicatura suscribió un acuerdo con Ecohab Consultores y Compañía Ltda. para realizar los estudios sobre la viabilidad de la desafectación de los terrenos, estableciendo el pago a la empresa de $40 000 000, además de un 0,7 % del total de la futura venta del estadio. Dicho contrato fue modificado en dos oportunidades, por un lado, el 24 de agosto de 2004 se acordó reducir el costo de los estudios a $9 000 000, mientras que el 3 de enero de 2003 se estableció que Ecohab recibiría, en el caso de no fructificar la desafectación de los terrenos, un 1 % del valor del Estadio Monumental y un 2 %, en el caso de que la venta fuera realizada.
El 1 de julio de 2005 la Corporación suscribió un acuerdo de concesión con Blanco y Negro S.A., en el que se estableció el pago de todas las deudas de la Inmobiliaria Estadio Colo-Colo S.A. por parte de este último, así como la no venta del Estadio Monumental. De acuerdo al contrato entre la Inmobiliaria y Ecohab, Blanco y Negro se comprometió a cancelar el 1 % de la tasación del estadio, no obstante, Ecohab rechazó la resolución, demandando a la Inmobiliaria el 5 de agosto de 2005. Entre otros argumentos, Ecohab señaló que la Inmobiliaria no puso a disposición los terrenos necesarios para desarrollar los estudios sobre la viabilidad de la desafectación, solicitando el pago en compensación del 2 % del valor del Estadio Monumental. Si bien, 3 de enero de 2006, los tribunales de justicia fallaron a favor de la Inmobiliaria, Ecohab presentó una nueva demanda ante la Corte de Apelaciones de Santiago, situación que impide, a la fecha, el sobreseimiento del proceso de quiebra.
La propiedad de la Inmobiliaria Estadio Colo Colo S.A. pertenece en un 86,7 a la Corporación Club Social y Deportivo Colo-Colo, mientras que el porcentaje restante de acciones pertenece a otros particulares, quienes tienen derecho a acceder libremente al Estadio Monumental.

### Directorio de la Inmobiliaria Estadio Colo Colo S.A.
- Presidente: Carlos Cortés
- Directores:
  - Octavio Antolin
  - Diego González
  - Fernanda Flores
  - Aziz Mosa

### Administración
- Alejandro Paul, Gerente General.

## Blanco y Negro S.A.
Blanco y Negro S.A. es una sociedad anónima abierta, vale decir, según la legislación chilena, es una sociedad compuesta por más de 500 accionistas cuyos títulos son ofrecidos de forma libre en la Bolsa de Comercio de Santiago y que además ha optado de forma voluntaria por regirse por dichas normas. Fue constituida oficialmente ante notario el 8 de marzo de 2005 e inscrita en Registro de Comercio del Conservador de Bienes Raíces de Santiago el 14 de marzo y en el Registro de Valores de la Superintendencia de Valores y Seguros el 30 de mayo de ese mismo año. Tiene como propósito, de acuerdo a lo estipulado en el sitio oficial de la institución, «organizar, producir, comercializar y participar en espectáculos y actividades profesionales de entretención y esparcimiento de carácter deportivo y recreacional, y en otras relacionadas o derivadas de éstas, así como en actividades educacionales».
Como sociedad administradora de Colo-Colo, al cual gestiona desde el 1 de julio de 2005, su paquete accionario está dividido en 100 millones de acciones de dos series. Por un lado, la Serie A está constituida por una acción preferente, propiedad de la Corporación Club Social y Deportivo Colo-Colo, mediante la que este último posee el derecho de escoger dos miembros de la mesa directiva de Blanco y Negro S.A, mientras que la Serie B está dividida en 99 999 999 acciones, que son ofrecidas en la Bolsa de Comercio de Santiago y cuyos propietarios tienen la opción de escoger a siete miembros del directorio. Estas últimas fueron puestas en circulación el 6 de junio de 2005 con un precio inicial de $184,2, recaudando, tras el término de la venta de títulos accionarios el 20 de junio, un total de US$ 31,7 millones.
El 20 de octubre de 2005 la Junta de accionistas de Blanco y Negro S.A. autorizó sumar $7 500 000 000 al capital de la institución, a través del aumento en 25 000 000 de las acciones de serie B.
De acuerdo a la Superintendencia de Valores y Seguros, Blanco y Negro S.A. cuenta con un total de 7393 accionistas, siendo Larraín Vial S.A. Corredora de Bolsa su accionista mayoritario con una participación del 64,45 %, equivalente a más de 64 000 000 de acciones. Por otra parte, con un 24,71 % del paquete accionario Aníbal Mosa posee la mayor participación individual en la sociedad concesionaria, reemplazando en julio de 2012 al empresario Hernán Levy. En el caso de Mosa, las acciones que fueron adquiridas mediante Parinacota Fondo de Inversión Privado, mientras que en lo que respecta a Levy fue a través de Larraínvial S.A.
La fuerte influencia de Sebastián Piñera, presidente de la República de Chile desde marzo de 2010, en Blanco y Negro S.A. despertó fuertes críticas desde sectores políticos, sociales y parte de la hinchada del club, quienes apuntan a un uso político de la institución. Por estos motivos, en septiembre de ese año, Piñera puso sus acciones en venta por un total de US$ 7,4 millones.
El 9 de septiembre de 2007 fue conformada además Comercial Blanco y Negro Limitada, como entidad filial de Blanco y Negro S.A. con giro comercial amplio. Constituida como una sociedad de responsabilidad limitada, Blanco y Negro S.A. tiene un participación del 99 % de los derechos sociales de Comercial Blanco y Negro, mientras que el 1 % restante corresponde a José Miguel Olivares Padilla.

### Directorio de Blanco y Negro S.A.
- Presidente: Aníbal Mosa
- Vicepresidente: Eduardo Loyola
- Directores:
  - Ángel Maulén
  - Carlos Cortés
  - Diego González
  - Alfredo Stöhwing
  - Aziz Mosa
  - Matías Camacho
  - Alejandro Droguett

## Presidentes y administradores de Colo-Colo

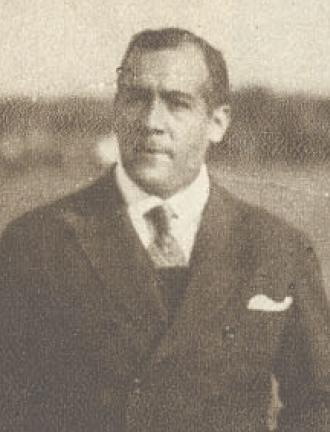
Alberto Parodi, primer presidente de Colo-Colo.

A lo largo de su historia, el Club Social y Deportivo Colo-Colo ha tenido un total de 35 administradores, 26 de los cuales correspondieron a presidentes de la Corporación que gestionó al club entre 1925 y 2004. Estos, salvó excepciones, eran escogidos directamente por los socios del club mediante sufragio universal. El presidente que por mayor tiempo se mantuvo a la cabeza de la institución fue Antonio Labán, quien ocupó el cargo entre 1953 y 1962.
Durante su etapa como Corporación, Colo-Colo fue intervenido en varias ocasiones por la asociación de turno, en estos casos el club pasaba a ser manejado por una comisión interventora que designaba un presidente.
Por otra parte, tras la quiebra de la Corporación en 2002, la administración del club pasó a manos de un síndico de quiebras, siendo este último designado por los tribunales que llevaban la causa en contra de la Corporación. Entre las facultades del síndico estaba la de intervenir directamente, tanto en la gestión económica como deportiva de Colo-Colo, sin la necesidad de consultar a los socios o directivos de la corporación, debiendo rendir cuentas, además de los tribunales, a la junta de acreedores.
Bajó la administración de Blanco y Negro S.A., el personero máximo de la institución es escogido por los nueve miembros componentes de la mesa directiva, dos de los cuales son representantes de la Corporación, y por ende de los socios de esta, mientras que los siete restantes defienden los intereses de los accionistas de la concesionaria.
Desde el 26 de abril de 2024, el cargo de presidente de Blanco y Negro S.A. es ejercido por Aníbal Mosa, quien reemplazó a Alfredo Stöhwing.
Corporación
- 1925-1926: Alberto Parodi
- 1926: Tomás Olivo
- 1926-1928: Carlos Bello
- 1929: Carlos Cariola
- 1930: Gonzalo Debesa
- 1930: Carlos Cariola
- 1930: Carlos Haupt (interino)
- 1930: Carlos Cariola
- 1930-1931: Gonzalo Debesa
- 1931: Jorge Silva (interino)
- 1931-1932: Fernando Larraín[n. 4]
- 1932-1933: Tomás Olivo
- 1933-1934: Waldo Sanhueza
- 1934-1935: Robinson Álvarez
- 1936-1937: Alfonso Silva
- 1937-1939: Ernesto Blake[n. 5]
- 1939-1942: Robinson Álvarez
- 1942-1943: Tomás Olivo
- 1943-1949: Robinson Álvarez
- 1949-1951: Hugo Larraín
- 1951-1953: Pedro Foncea
- 1953-1962: Antonio Labán
- 1962-1964: Jovino Novoa Rojas
- 1964-1968: Guillermo Herrera
- 1969-1976: Héctor Gálvez
- 1980-1984: Alejandro Ascuí
- 1984: Patricio Vildósola
- 1985: Naín Rostión
- 1986-1991: Peter Dragicevic
- 1991-1994: Eduardo Menichetti
- 1994-2002: Peter Dragicevic
- 2002-2003: Carlos Riutort
- 2003-2004: Luis Baquedano
- 2004-2013: Cristián Varela
- 2013-2014: Raúl Labán
- 2014-2018: Fernando Monsalve
- 2018-2022: Edmundo Valladares
- 2022-2024: Matías Camacho
- 2024: Alejandro Droguett (interino)
- 2024-2025: Victoria Aravena (interina)
- 2025-: Edmundo Valladares

Comisión Interventora
- 1968-1969: Guillermo Ferrer
- 1976-1978: Javier Vial
- 1978-1979: Luis Alberto Simian
- 1979: Miguel Balbi

Síndicos de quiebra
- 2002-2003: Juan Carlos Saffie
- 2003-2004: Francisco Goñi
- 2004-2005: Patricio Jamarne

Blanco y Negro S.A.
- 2005-2007: Cristián Varela
- 2007-2010: Gabriel Ruiz-Tagle
- 2010-2011: Guillermo Mackenna
- 2011-2012: Hernán Levy
- 2012-2013: Carlos Tapia
- 2013-2015: Arturo Salah
- 2015-2018: Aníbal Mosa
- 2018-2019: Gabriel Ruiz-Tagle
- 2019-2021: Aníbal Mosa
- 2021-2022: Edmundo Valladares
- 2022-2024: Alfredo Stöhwing
- 2024-: Aníbal Mosa